# گیبون دست‌سفید سوماترایی
گیبون سفیددست سوماترایی (نام علمی: Hylobates lar vestitus) نام یک زیرگونه از گونه گیبون سفیددست است.